# Marcel Victor Moreau
Marcel Victor Moreau (* 1979 in Timmins, Kanada) ist ein kanadischer Autor. Er schrieb unter dem Namen Victor Moreau bis Anfang 2009 elf Drehbücher für TV-Serien wie „Ranma“, „Babylon 5“ oder „Farscape“.
Moreau ist ein entfernter Cousin der ehemaligen Schauspielerin Marsha Moreau und des Schauspielers Nathaniel Moreau.